# مهدی ترکی
مهدی ترکی (انگلیسی: Mehdi Terki؛ زادهٔ ۲۷ سپتامبر ۱۹۹۱) بازیکن فوتبال اهل الجزایر است.
از باشگاه‌هایی که در آن بازی کرده‌است می‌توان به باشگاه فوتبال خنت اشاره کرد.